# Andrònides
Andrònides （llatí: Andronidas, en grec antic: Ἀνδρωνίδας) fou un polític de la Lliga Aquea.
Encapçalava juntament amb Cal·lícrates el partit favorable a Roma. L'any 146 aC Quint Cecili Metel Macedònic el va enviar a negociar amb el comandant Dieu per oferir la pau, oferta que va ser rebutjada. Dieu va fer presoner a Andrònides, però el va alliberar contra el pagament d'un talent com a rescat, segons Polibi.